# Bomba de diafragma

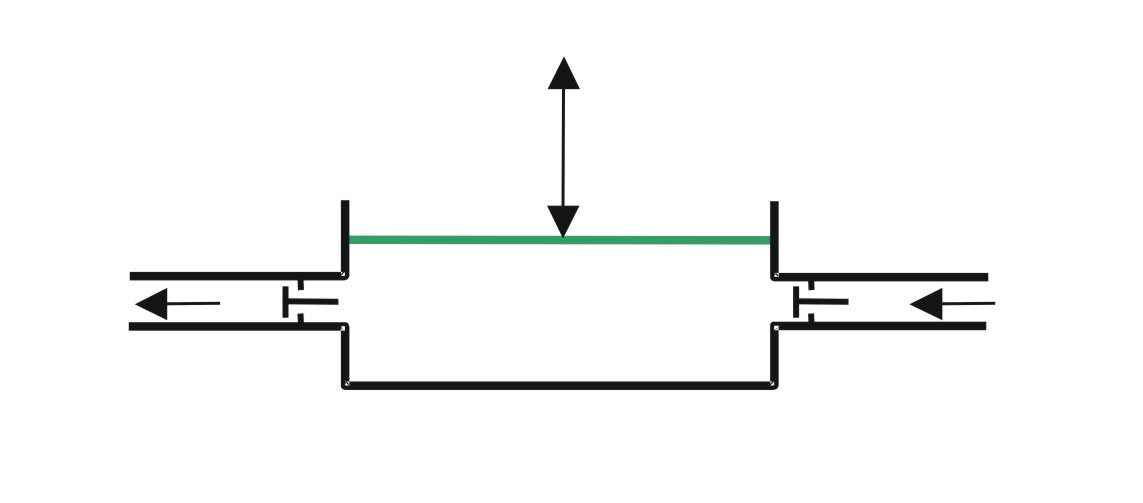
Princípio de funcionamento de uma bomba de diafragma.

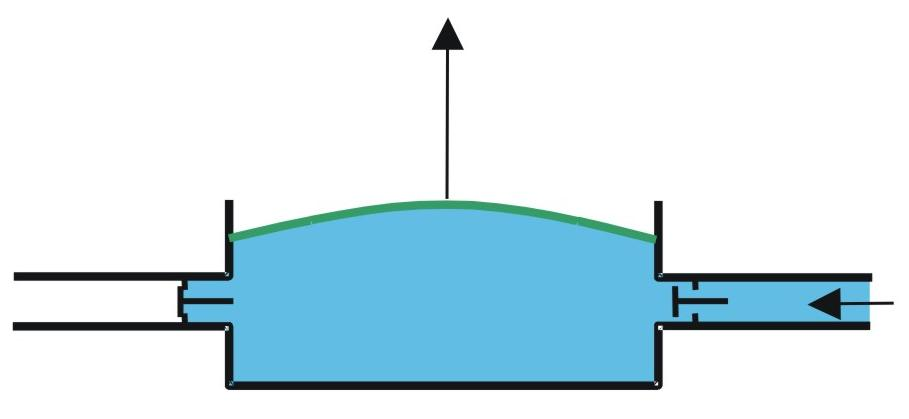
Bomba de diafragma aspirando.

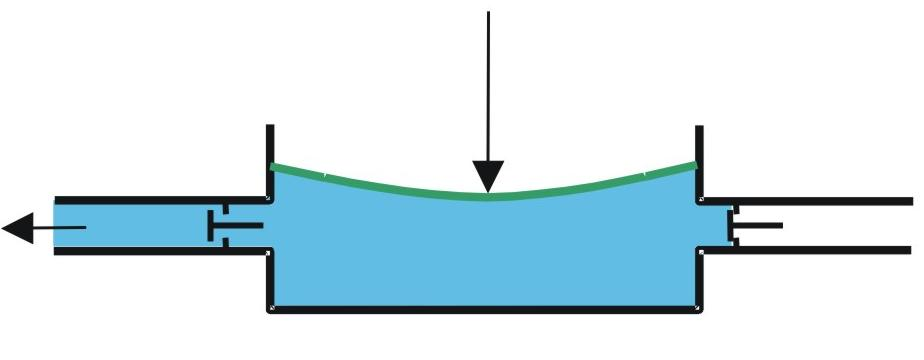
Bomba de diafragma impulsionando.

A bomba de diafragma ou bomba de membrana é um tipo de bomba de deslocamento positivo, geralmente alternativo, na que o aumento de pressão se realiza pelo empurrar de uma parede elástica — membrana ou diafragma — que variam o volume da câmara, aumentando-lhe e diminuindo-lhe alternativamente. Umas válvulas de retenção, normalmente de bolas de elastômero, controlam que o movimento do fluido se realize da zona de menor pressão para a de maior pressão.